# Байтерек (Акмолинская область)
Байтерек (каз. Бәйтерек, до 2006 г. — Подлесное) — село в Зерендинском районе Акмолинской области Казахстана. Административный центр Байтерекского сельского округа. Код КАТО — 115669100.

## География
Село расположено на юге района, в 14 км на запад от центра района села Зеренда.

### Улицы[3]
- ул. Заречная,
- ул. Орталык,
- ул. Садовая,
- ул. Совхозная,
- ул. Тауелсиздик.

Решением акима Байтерекского сельского округа от 6 ноября 2018 года, в селе были переименованы 2 улицы.

### Ближайшие населённые пункты
- село Красный Кордон в 5 км на востоке,
- село Карсак в 10 км на северо-западе,
- село Троицкое в 11 км на севере.

## Население
В 1989 году население села составляло 977 человек (из них русских 45%, казахов 33%).
В 1999 году население села составляло 606 человек (296 мужчин и 310 женщин). По данным переписи 2009 года, в ауле проживал 471 человек (239 мужчин и 232 женщины).
| Численность населения | Численность населения | Численность населения |
| 1989                  | 1999                  | 2009                  |
| --------------------- | --------------------- | --------------------- |
| 977                   | ↘606                  | ↘471                  |